# Vittorio Spositi
Vittorio Spositi (Roma, 31 agosto 1883 – Roma, 1º aprile 1960) è stato un dirigente sportivo italiano.

## Biografia
Dirigente sportivo nel mondo del ciclismo sin dai primi anni del 1900, (diresse anche la Società sportiva Lazio di ciclismo), fu eletto presidente dell'Unione Velocipedistica Italiana nel 1924, incarico che mantenne fino al 1926. Nel 1927 divenne il primo commissario tecnico della Nazionale di ciclismo su strada dell'Italia, con la quale vinse quattro titoli su strada, tre con Alfredo Binda, uno con Learco Guerra, mentre con i dilettanti vinse altri tre titoli iridati con Allegro Grandi, Pierino Bertolazzi, Adolfo Leoni, oltre ad un titolo su pista nella velocità con Elia Frosio nel 1946. Diresse la squadra azzurra dal 1927 al 1932, e di nuovo dal 1935 al 1946, quando venne succeduto da Learco Guerra.